# Noctuelia tapsusalis
Noctuelia tapsusalis là một loài bướm đêm trong họ Crambidae.